# Nati nel 1903/Marzo
| Questa pagina contiene informazioni ricavate automaticamente dalle voci biografiche con l'ausilio del template Bio e di un bot. L'aggiornamento è periodico e automatico e ricostruisce completamente la pagina. Se manca una persona in questa lista, sei pregato di non aggiungerla, ma accertati piuttosto che la sua voce biografica contenga il template Bio e che i dati anagrafici siano correttamente compilati. Se il template Bio manca, inseriscilo tu stesso o, in alternativa, metti l'avviso {{tmp\|Bio}} che ne segnala la mancanza. Se i dati riportati sono sbagliati, correggi direttamente la voce biografica; le modifiche saranno visibili in questa lista entro pochi giorni. Per chiarimenti vedi il progetto biografie. La lista contiene solo le 143 persone che sono citate nell'enciclopedia e per le quali è stato implementato correttamente il template Bio. Pagina aggiornata al 18 giu 2025. |

- 1º marzo - Jaap Boot, lunghista e velocista olandese († 1986)
- 1º marzo - Bohumil Durdis, sollevatore cecoslovacco († 1983)
- 1º marzo - Gustav Janouch, scrittore e musicista ceco († 1968)
- 1º marzo - Peggy Pollard, scrittrice britannica († 1996)
- 2 marzo - Giovanni Guidi, politico italiano († 1976)
- 2 marzo - Hans Peter L'Orange, archeologo norvegese († 1983)
- 2 marzo - Samuel Schillinger, calciatore cecoslovacco († 1998)
- 2 marzo - Emile Van Belle, ciclista su strada belga († 1930)
- 2 marzo - Umberto Zanfagnini, avvocato e politico italiano († 1984)
- 3 marzo - Emilio Battista, ingegnere e politico italiano († 1976)
- 3 marzo - Rabbe Enckell, poeta, scrittore e drammaturgo finlandese († 1974)
- 3 marzo - Luis Gibert, pallanuotista spagnolo († 1979)
- 3 marzo - Adrian, costumista statunitense († 1959)
- 3 marzo - Anders Rydberg, calciatore svedese († 1989)
- 3 marzo - Livio Semelli, calciatore italiano
- 3 marzo - Fortunato Zoppas, vescovo cattolico italiano († 1969)
- 4 marzo - Eva Bernoulli, insegnante svizzera († 1995)
- 4 marzo - Filippo Caracciolo, nobile, politico e antifascista italiano († 1965)
- 4 marzo - Fortunato Lay, musicista e giornalista italiano († 1995)
- 4 marzo - Erling Lindberg, calciatore norvegese († 1968)
- 4 marzo - Dorothy Mackaill, attrice e ballerina inglese († 1990)
- 4 marzo - Jean-Joseph Rabearivelo, poeta e scrittore malgascio († 1937)
- 5 marzo - Janus Braspennincx, pistard olandese († 1977)
- 5 marzo - Gedeon Eugen Lukács, calciatore ungherese († 1949)
- 5 marzo - Mario Tufaroli Luciano, architetto e urbanista italiano († 1971)
- 6 marzo - Elizabeth Becker-Pinkston, tuffatrice statunitense († 1989)
- 6 marzo - Imperatrice Kōjun, nobile giapponese († 2000)
- 6 marzo - Albert Ströck, calciatore ungherese († 1969)
- 7 marzo - Georg Kießling, calciatore tedesco († 1964)
- 7 marzo - Maud Lewis, pittrice canadese († 1970)
- 7 marzo - Bruno Varalli, calciatore italiano († 1972)
- 8 marzo - Gastone Sozzi, politico italiano († 1928)
- 8 marzo - Robert Uhrig, antifascista tedesco († 1944)
- 9 marzo - Mirko Bonačić, calciatore jugoslavo († 1989)
- 9 marzo - Rezső Emődi, calciatore ungherese († 1976)
- 9 marzo - José María García Lahiguera, arcivescovo cattolico spagnolo († 1989)
- 9 marzo - Fraňo Kráľ, poeta e scrittore slovacco († 1955)
- 9 marzo - Ville Mattila, fondista e sciatore di pattuglia militare finlandese († 1987)
- 9 marzo - Albert Gregory Meyer, cardinale e arcivescovo cattolico statunitense († 1965)
- 9 marzo - Hertha Wambacher, fisica austriaca († 1950)
- 9 marzo - Georgia White, cantante statunitense († 1980)
- 10 marzo - Bix Beiderbecke, trombettista e compositore statunitense († 1931)
- 10 marzo - Clare Boothe Luce, giornalista, scrittrice e attrice statunitense († 1987)
- 10 marzo - Vincenzo Poggi, calciatore italiano
- 11 marzo - Roy Clark, attore neozelandese († 1993)
- 11 marzo - Otto Faist, allenatore di calcio tedesco († 1946)
- 11 marzo - Antonio Gasparetti, ispanista e traduttore italiano († 1978)
- 11 marzo - Ronald Syme, storico neozelandese († 1989)
- 11 marzo - Robert T'Sas, schermidore belga († 1981)
- 11 marzo - Carlo Varese, pittore italiano († 1977)
- 11 marzo - Lawrence Welk, musicista, direttore d'orchestra e showman statunitense († 1992)
- 12 marzo - Andy Clark, attore statunitense († 1960)
- 12 marzo - Americo Del Ventura, violinista italiano († 1990)
- 12 marzo - Mario Ferrero, calciatore italiano († 1964)
- 13 marzo - Pietro Cappa, allenatore di calcio e calciatore italiano († 1963)
- 13 marzo - Yasutarō Koide, supercentenario giapponese († 2016)
- 13 marzo - Nicolás Lombardo, calciatore e allenatore di calcio argentino
- 13 marzo - Guido Tonetti, arcivescovo cattolico italiano († 1971)
- 14 marzo - Mustafa Barzani, militare, condottiero e politico curdo († 1979)
- 14 marzo - Adolph Gottlieb, pittore statunitense († 1974)
- 14 marzo - Joost Meerloo, medico, psichiatra e psicoterapeuta olandese († 1976)
- 14 marzo - Benedetto Riposati, presbitero, latinista e filologo classico italiano († 1986)
- 14 marzo - Raimundo Rolón, generale e politico paraguaiano († 1981)
- 15 marzo - Alfredo Copello, pugile argentino
- 15 marzo - Julius Hjulian, calciatore svedese († 1974)
- 15 marzo - Robert Kühner, micologo francese († 1996)
- 15 marzo - Mario Seghesio, calciatore italiano († 1926)
- 15 marzo - Verree Teasdale, attrice statunitense († 1987)
- 16 marzo - Rinaldo De Benedetti, scrittore italiano († 1996)
- 16 marzo - Henri Lhote, archeologo francese († 1991)
- 16 marzo - Mike Mansfield, politico e diplomatico statunitense († 2001)
- 16 marzo - José Abraham Martínez Betancourt, vescovo cattolico messicano († 1982)
- 16 marzo - Salvatore Pugliatti, giurista italiano († 1976)
- 16 marzo - Dorothy Seastrom, attrice statunitense († 1930)
- 17 marzo - Morgan Conway, attore statunitense († 1981)
- 17 marzo - Pietro Cunill Padrós, presbitero spagnolo († 1936)
- 17 marzo - Romolo Marinari, allenatore di calcio e calciatore italiano († 1984)
- 17 marzo - Bruno Pincherle, medico e antifascista italiano († 1968)
- 17 marzo - John Baptist Rosenthal, missionario e vescovo cattolico tedesco († 1975)
- 17 marzo - Wilhelm von Ammon, avvocato tedesco († 1992)
- 18 marzo - Alberto Banfi, militare italiano († 1958)
- 18 marzo - Ernesto Bonomini, anarchico italiano († 1986)
- 18 marzo - Egon Brunswik, psicologo austro-ungarico († 1955)
- 18 marzo - Galeazzo Ciano, nobile, diplomatico e politico italiano († 1944)
- 18 marzo - Rudolf Herrnstadt, giornalista e politico tedesco († 1966)
- 18 marzo - E.o. plauen, disegnatore e fumettista tedesco († 1944)
- 19 marzo - Gherardo Bosio, architetto, ingegnere e urbanista italiano († 1941)
- 19 marzo - José Cuatrecasas, botanico spagnolo († 1996)
- 20 marzo - Folke Bohlin, velista svedese († 1972)
- 20 marzo - Edgar Buchanan, attore statunitense († 1979)
- 20 marzo - Luigi Romano Menini, medico e politico italiano
- 20 marzo - Bruno Midali, calciatore e allenatore di calcio italiano († 1978)
- 20 marzo - Albert Pinkus, scacchista e esploratore statunitense († 1984)
- 20 marzo - Vincent Richards, tennista statunitense († 1959)
- 20 marzo - Maria Giuseppa Robucci, supercentenaria italiana († 2019)
- 21 marzo - Arnaldo Dell'Ira, architetto italiano († 1943)
- 21 marzo - Julius Eisenecker, schermidore tedesco († 1981)
- 21 marzo - Paul Fitzgibbon, giocatore di football americano statunitense († 1975)
- 21 marzo - James Ford, attore statunitense († 1977)
- 21 marzo - William C. Hayes, egittologo statunitense († 1963)
- 21 marzo - Mark Hellinger, giornalista, produttore cinematografico e scrittore statunitense († 1947)
- 22 marzo - Jochen Klepper, poeta, scrittore e giornalista tedesco († 1942)
- 23 marzo - Alejandro Casona, scrittore spagnolo († 1965)
- 23 marzo - Mariano Castellani, calciatore italiano
- 23 marzo - Frank Sargeson, scrittore neozelandese († 1982)
- 23 marzo - Grigorij Aleksandrovič Gamburcev, sismologo russo († 1955)
- 23 marzo - Luigi Michelazzi, patologo italiano († 1995)
- 23 marzo - Ezio Sclavi, calciatore, allenatore di calcio e pittore italiano († 1968)
- 24 marzo - Adolf Friedrich Johann Butenandt, biochimico tedesco († 1995)
- 25 marzo - Frankie Carle, pianista statunitense († 2001)
- 25 marzo - Julio Antonio Mella, politico cubano († 1929)
- 26 marzo - Otto Abetz, diplomatico e generale tedesco († 1958)
- 26 marzo - Ferdinand Brickwedde, fisico statunitense († 1989)
- 26 marzo - Sven Lindqvist, calciatore svedese († 1987)
- 26 marzo - Romeo Neri, velocista, ginnasta e allenatore di ginnastica artistica italiano († 1961)
- 26 marzo - Vito Simonetti, schermidore argentino
- 26 marzo - Willard Tibbetts, mezzofondista statunitense († 1992)
- 27 marzo - Betty Balfour, attrice britannica († 1977)
- 27 marzo - Gustavo Bontadini, filosofo italiano († 1990)
- 27 marzo - Reo Fortune, antropologo neozelandese († 1979)
- 27 marzo - François Gardier, ciclista su strada belga († 1971)
- 27 marzo - Kalle Järvinen, pesista finlandese († 1941)
- 27 marzo - Masi Simonetti, pittore italiano († 1969)
- 27 marzo - Xavier Villaurrutia, scrittore, poeta e drammaturgo messicano († 1950)
- 28 marzo - Athos Bertacchini, calciatore italiano († 1982)
- 28 marzo - Gerardo Conforti, cavaliere italiano († 1982)
- 28 marzo - Július Jakoby, pittore slovacco († 1985)
- 28 marzo - Kurt Moeschter, canottiere tedesco († 1959)
- 28 marzo - Rudolf Serkin, pianista austriaco († 1991)
- 28 marzo - Hiroshi Shimizu, regista giapponese († 1966)
- 28 marzo - Charles Starrett, attore statunitense († 1986)
- 28 marzo - Franciscus van Wieringen, schermidore olandese († 1997)
- 29 marzo - Luisa Anguissola-Scotti, nobildonna italiana († 2008)
- 29 marzo - Alberto Cucchi, imprenditore e dirigente sportivo italiano († 1969)
- 29 marzo - Pietro Germani, politico italiano († 1970)
- 29 marzo - Dietrich Prinz, ingegnere tedesco († 1989)
- 29 marzo - Abdon Sgarbi, calciatore italiano († 1929)
- 30 marzo - Michel Boucheron, rugbista a 15 e allenatore di rugby a 15 francese († 1940)
- 31 marzo - John Harron, attore statunitense († 1939)
- 31 marzo - Kurt Leucht, lottatore tedesco († 1974)
- 31 marzo - Carlo Ravnich, militare e partigiano italiano († 1996)
- 31 marzo - Willy Schütz, calciatore lussemburghese († 1932)
- 31 marzo - Bernard Joseph Topel, vescovo cattolico e matematico statunitense († 1986)